# Reisholzstrasse (Хильден)
Улица Райсхольцштрассе (нем. Reisholzstraße) расположена на крайнем западе города Хильдена по соседству с Дюссельдорфом и протягивается с востока на запад на 550 метров от улицы Ниденштрассе (Niedenstraße) до входа в Бенратский лес (Forst Benrath).

## Общая характеристика
Улица Райсхольцгтрассе в Хильдене является важной для тех, кто ходит пешком или ездит на велосипеде из Бенрата в Хильден и обратно, поскольку это самый короткий путь между Дюссельдорфом и Хильденом. Вся улица асфальтирована, частично проложены тротуары. Вся улица имеет электрическое освещение.
Названа улица так, потому что раньше именно по этой улице существовал удобный и короткий путь из Хильдена в Райсхольц (ныне один из административных районов южного Дюссельдорфа).

## Участки

### Жилые
На Райсхольцштрассе существуют два разных жилых квартала, расположенных на противоположных концах улицы.
- В начале улицы с домами казарменного (заводского) типа №№ 1-14. Эти трёхэтажные здания имеют автомобильные парковки и две детские игровые площадки. Особняком, на чётной стороне улицы, стоят частные дома под одной крышей с номерами от 1a до 1d.
- В конце улицы, по нечётной стороне в один общий ряд стоят здания разной этажности и планировки №№ 47-63, и с этой же стороны разбиты частные усадьбы с обширными земельными участками №№ 31-41.

Противоположная сторона улицы занята садово-дачными участками кооператива (№ 62) и здесь же находится контора всех шести подобных кооперативов Хильдена (№ 60)

### Экологически проблемный
Кроме того, что практически вся территория улицы имеет заражённые грунтовые воды, её пересекает ряд экологически рискованных коммуникаций:
- Продуктопровод Венло — Франкфурт на Майне. Труба проложена на глубине 4 метра, направление движения продуктов (супербензин, бензин, дизель, лёгкое отопительное масло, авиационный керосин JetA1, сырой бензин (нафта) с севере на юг. Эти нефтепродукты пропускаются по трубопроводу порциями.
- Магистральный международный газопровод (этиленопровод) из Роттердама через Кёльн к одного из крупнейших в Германии химических комплексов (химпарк) в городе Марль. Направление движение этилена с юга на север. Оператор трубопровода - ARG mbH & Co. KG (ARG) (центральный офис в Оберхаузене).[4]. Недалеко от улицы Райсхольцштрассе находится станция блокировки (MS19) газопровода.
- Межрегиональный газопровод.
- Две высоковольтные линии электропередачи.

26 июля 2019 года на одной из линий случилось происшествие. В результате ураганных порывов ветра силовые кабели не выдержали, оторвались и упали га землю. Произошло автоматическое отключение линии, питающей железнодорожную сеть в Герресхайме (район Дюссельдорфа).  Это, в свою очередь, привело к отмене пригородного сообщения электропоездов между Дюссельдорфом, Хильденом и Золингеном. Авария оказалась очень серьёзной и для её устранения потребовалось несколько дней. В этот промежуток времени движение по улице Райсхольцштрассе было ограничено из-за временно укреплённых и низковисящих силовых кабелей высоковольтной линии.
Все эти магистральные химические и электронные потоки пересекают улицу на очень ограниченном пространстве между зданиями № 18 и № 31 (50 метров). Для доступа к сетям в случае аварии коммуникаций с полотна улицы существуют открытые съезды, а территория, имеющая вид вытянутого широкого луга регулярно выкашивается и контролируется.

### Промышленно-офисный
На улице размещаются два крупных международных офиса:
- Центральный офис научно-производственного литейно-химического концерна ASK CHEMICALS.[6]. Является одним из крупнейших поставщиков комплексных решений и индивидуально разработанных консультационных услуг для предприятий литейной промышленности. Размещается в зданиях Reisholzstraße 16-18. В России имеет офисы в Тольятти и Санкт-Петербурге.
- Центральный офис научно-производственного холдинга Ziller GmbH & Co. KG.[7]. Имеется информация на русском языке с рисунком расположения холдинга на улице Райсхольцштрассе 15 в Хильдене[8]. Налажены производственные связи с предприятиями Свердловской и Челябинской области.

## Велосипедное использование
По улице проходит наиболее удобный и короткий велосипедный путь из Бенрата в центр Хильдена. Для этого на въезде в улицу и на выезде установлена соответствующая велосипедная маркировка. Таким образом, Райсхольцштрассе является частью транзитного междугороднего велосипедного пути. На самой улице только в офисной зоне имеется велодорожка, на остальном пространстве велосипедисты используют проезжее полотно улицы.